# Bonheur, Impair et Passe (téléfilm)
Pour les articles homonymes, voir Bonheur, Impair et Passe.
Bonheur, Impair et Passe est un téléfilm français réalisé par Roger Vadim, sorti en 1977.

## Fiche technique
- Titre : Bonheur, Impair et Passe
- Réalisation : Roger Vadim
- Scénario : d'après une pièce de Françoise Sagan
- Pays d'origine : France
- Date de diffusion : 18 juin 1977

## Distribution
- Danielle Darrieux : La comtesse Deverine
- Ludmila Mikaël : Angora
- Philippe Léotard : Igor
- François Marthouret : Wladimir
- Jean-François Balmer : Ladislas
- Roger Desmare : Katov